# Стоу (Вермонт)
Стоу (англ. Stowe) — місто (англ. town) в США, в окрузі Ламойлл штату Вермонт. Населення — 5223 особи (2020).

### Клімат
| Клімат : Стоу           | Клімат : Стоу | Клімат : Стоу | Клімат : Стоу | Клімат : Стоу | Клімат : Стоу | Клімат : Стоу | Клімат : Стоу | Клімат : Стоу | Клімат : Стоу | Клімат : Стоу | Клімат : Стоу | Клімат : Стоу | Клімат : Стоу |
| Показник                | Січ.          | Лют.          | Бер.          | Квіт.         | Трав.         | Черв.         | Лип.          | Серп.         | Вер.          | Жовт.         | Лист.         | Груд.         | Рік           |
| Абсолютний максимум, °C | 13,3          | 17,6          | 24,2          | 28,0          | 29,2          | 31,4          | 31,9          | 31,7          | 31,1          | 23,9          | 18,7          | 15,4          | 31,9          |
| Середній максимум, °C   | −8,1          | −6,7          | −1,2          | 7,2           | 13,7          | 18,6          | 20,8          | 20,1          | 16,3          | 9,6           | 1,8           | −5,4          | 7,3           |
| Середня температура, °C | −12,2         | −10,6         | −5,8          | 1,8           | 8,8           | 13,7          | 16,1          | 15,4          | 11,6          | 4,8           | −2,2          | −9,1          | 2,8           |
| Середній мінімум, °C    | −16,3         | −14,4         | −10,4         | −3,4          | 3,8           | 8,7           | 11,4          | 10,7          | 6,8           | −0,1          | −6,2          | −12,7         | −1,8          |
| Абсолютний мінімум, °C  | −37,6         | −36,9         | −29,8         | −17,1         | −7,1          | −2,7          | 3,1           | 0,5           | −5,4          | −9,2          | −21,6         | −32,6         | −37,6         |
| Норма опадів, мм        | 145           | 120           | 145           | 145           | 165           | 180           | 176           | 185           | 184           | 190           | 182           | 169           | 1987          |
| Вологість повітря, %    | 86.6          | 87.5          | 71.8          | 62.6          | 65.2          | 71.5          | 76.6          | 77.9          | 78.5          | 75.0          | 77.9          | 87.7          | 76.5          |
| ----------------------- | ------------- | ------------- | ------------- | ------------- | ------------- | ------------- | ------------- | ------------- | ------------- | ------------- | ------------- | ------------- | ------------- |
| Джерело: PRISM          |               |               |               |               |               |               |               |               |               |               |               |               |               |

## Демографія
Згідно з переписом 2010 року, у місті мешкало 4314 осіб у 1948 домогосподарствах у складі 1118 родин. Було 3526 помешкань
Расовий склад населення:
| - 97,3 % — білих - 0,9 % — азіатів - 0,5 % — чорних або афроамериканців - 0,2 % — корінних американців |

До двох чи більше рас належало 0,9 %. Частка іспаномовних становила 2,1 % від усіх жителів.
За віковим діапазоном населення розподілялося таким чином: 20,7 % — особи молодші 18 років, 62,2 % — особи у віці 18—64 років, 17,1 % — особи у віці 65 років та старші. Медіана віку мешканця становила 44,9 року. На 100 осіб жіночої статі у місті припадало 103,7 чоловіків;  на 100 жінок у віці від 18 років та старших — 101,7 чоловіків також старших 18 років.
Середній дохід на одне домашнє господарство  становив 100 758 доларів США (медіана — 54 549), а середній дохід на одну сім'ю — 132 181 долар (медіана — 77 538). Медіана доходів становила 47 734 долари для чоловіків та 54 125 доларів для жінок. За межею бідності перебувало 12,4 % осіб, у тому числі 20,8 % дітей у віці до 18 років та 10,1 % осіб у віці 65 років та старших.
Цивільне працевлаштоване населення становило 2325 осіб. Основні галузі зайнятості: мистецтво, розваги та відпочинок — 24,9 %, освіта, охорона здоров'я та соціальна допомога — 17,7 %, науковці, спеціалісти, менеджери — 14,0 %, будівництво — 10,5 %.